# モルディブの国家元首の一覧
モルディブの国家元首（モルディブのこっかげんしゅ、ディベヒ語: ދިވެހިރާއްޖޭގެ ރައީސުލްޖުމްހޫރިއްޔާ）は、モルディブ共和国の元首である。

## 概要
19世紀以来イギリスの保護国であったモルディブでは、1953年に君主制（スルターン制）が廃止されて共和政（第一共和政）となった。翌1954年には君主制へ復帰し、1965年にモルディブ・スルターン国としてイギリスからの独立を果たした。1968年、国民投票により共和政（第二共和政）に移行し、大統領が元首を務めている。

## 元首の一覧
| モルディブ共和国 (1953-1954)         |                                                 |            |                          |                                 |                                 |              |                                                     |
| 第一共和政                           |                                                 |            |                          |                                 |                                 |              |                                                     |
| 代                                   | 大統領                                          | 大統領     | 所属政党                 | 期                              | 在任期間                        | 在任期間     | 備考                                                |
| 001                                  | モハメッド・アミン・ディディ މުހައްމަދު އަމީން ދީދީ       |            | 人民進歩党 （RMP）       | 1                               | 1953年1月1日 - 1953年8月21日    | 232日        | 任期満了前に辞任                                    |
| 0－                                  | イブラヒム・ムハンマド・ディディ އިބްރާހީމް މުޙައްމަދު ދީދީ |            | 人民進歩党 （RMP）       | 1                               | 1953年9月2日 - 1954年3月7日     | 186日        | 大統領代行 （第1副大統領）大統領制廃止 （王政復古） |
| モルディブ・スルターン国 (1954-1968) |                                                 |            |                          |                                 |                                 |              |                                                     |
| 代                                   | スルターン                                      | スルターン | 出身家                   | 出身家                          | 在任期間                        | 在任期間     | 備考                                                |
| 094                                  | ムハンマド・ファリド・ディディ މުޙަންމަދު ފަރީދު ދީދީ     |            | フラー家                 | フラー家                        | 1954年3月7日 - 1968年11月11日   | 14年 + 249日 | スルターン制廃止 （共和政移行）                     |
| モルディブ共和国 (1968-現在)         |                                                 |            |                          |                                 |                                 |              |                                                     |
| 第二共和政                           |                                                 |            |                          |                                 |                                 |              |                                                     |
| 代                                   | 大統領                                          | 大統領     | 所属政党                 | 期                              | 在任期間                        | 在任期間     | 備考                                                |
| 002                                  | イブラヒム・ナシル އިބްރާހިމް ނާޞިރު                    |            | 無所属                   | 1                               | 1968年11月11日 - 1973年11月11日 | 10年 + 0日   |                                                     |
| 002                                  | イブラヒム・ナシル އިބްރާހިމް ނާޞިރު                    | 2          | 無所属                   | 1973年11月11日 - 1978年11月11日 |                                 | 10年 + 0日   |                                                     |
| 003                                  | マウムーン・アブドル・ガユーム މައުމޫނު އަބްދުލް ގައްޔޫމް   |            | 無所属                   | 3                               | 1978年11月11日 - 1983年11月11日 | 30年 + 0日   |                                                     |
| 003                                  | マウムーン・アブドル・ガユーム މައުމޫނު އަބްދުލް ގައްޔޫމް   | 4          | 無所属                   | 1983年11月11日 - 1988年11月11日 |                                 | 30年 + 0日   |                                                     |
| 003                                  | マウムーン・アブドル・ガユーム މައުމޫނު އަބްދުލް ގައްޔޫމް   | 5          | 無所属                   | 1988年11月11日 - 1993年11月11日 |                                 | 30年 + 0日   |                                                     |
| 003                                  | マウムーン・アブドル・ガユーム މައުމޫނު އަބްދުލް ގައްޔޫމް   | 6          | 無所属                   | 1993年11月11日 - 1998年11月11日 |                                 | 30年 + 0日   |                                                     |
| 003                                  | マウムーン・アブドル・ガユーム މައުމޫނު އަބްދުލް ގައްޔޫމް   | 7          | 無所属                   | 1998年11月11日 - 2003年11月11日 |                                 | 30年 + 0日   |                                                     |
| 003                                  | マウムーン・アブドル・ガユーム މައުމޫނު އަބްދުލް ގައްޔޫމް   | 8          | 無所属                   | 2003年11月11日 - 2005年7月11日  |                                 | 30年 + 0日   |                                                     |
| 0(3)                                 | マウムーン・アブドル・ガユーム މައުމޫނު އަބްދުލް ގައްޔޫމް   | 8          | モルディブ人民党 （DRP） | 2005年7月11日 - 2008年11月11日  | 新党結成                        | 30年 + 0日   |                                                     |
| 004                                  | モハメド・ナシード މުޙައްމަދު ނަޝީދު                    |            | モルディブ民主党 （MDP） | 9                               | 2008年11月11日 - 2012年2月7日   | 3年 + 88日   | 任期満了前に辞任                                    |
| 005                                  | モハメド・ワヒード・ハサン މުޙައްމަދު ވަޙީދު ޙަސަން        |            | 国民統一党 （GIP）       | 9                               | 2012年2月7日 - 2013年11月17日   | 1年 + 283日  | 昇格 （副大統領）                                   |
| 006                                  | アブドゥラ・ヤミーン އަބްދުﷲ ޔާމިން                   |            | モルディブ進歩党 （PPM） | 11                              | 2013年11月17日 - 2018年11月17日 | 5年 + 0日    |                                                     |
| 007                                  | イブラヒム・モハメド・ソリ މުއިބްރާހީމް މުޙައްމަދު ޞާލިޙު     |            | モルディブ民主党 （MDP） | 12                              | 2018年11月17日 - 2023年11月17日 | 5年 + 0日    |                                                     |
| 008                                  | モハメド・ムイズ މުޙައްމަދު މުޢިއްޒު                     |            | モルディブ進歩党 （PPM） | 13                              | 2023年11月17日 - （現職）       | 1年 + 115日  |                                                     |